# Río Talas
El río Talas (en kazajo: Талас өзені, en uzbeko: Талас дарыя) es un importante río del Asia Central, que corre entre Kirguistán y Kazajistán. Tiene una longitud de 661 km y drena una amplia cuenca de 52 700 km².

## Geografía
El río Talas nace en Kirguistán, en la provincia de Talas, de la confluencia de los ríos Karakol y Uch-Koshoy, que nacen en los glaciares de la cordillera Talas. El río fluye hacia el oeste, pasando por la capital provincial, Talas (Kirguistán) (32 538 hab. en 1999), para ingresar luego en Kazajistán por la provincia de Zhambyl. Pasa por la ciudad de Taraz (406 262 hab. en 2009) y desaparece antes de llegar al lago Aydyn, en las arenas Moiynkum.
Sus principales afluentes son los ríos Urmaral, Kara Buura, Kumushtak, Kalba, Besh-Tash. En el río se han construido varias centrales hidroeléctricas, como las de Talas, Temirbeksky, Zheimbetsky y Uyuksky.
El Talas es uno de los tres ríos esteparios de la región, junto con el Ili y el Chu, que fluyen hacia el oeste y luego al noroeste. El río Ili nace en Xinjiang, fluye hacia el oeste hasta un punto al norte del lago Issyk-Kul y luego gira hacia el noroeste para llegar al lago Baljash. El río Chu nace  al oeste del lago Issyk Kul, desemboca en la estepa y se seca antes de alcanzar el Syr Darya. El río Talas nace al oeste y al sur del Chu, fluye hacia el oeste y el noroeste, pero se seca antes de llegar al Chu.

## Historia
Cerca de la moderna ciudad de Taraz, en el año 751, durante la batalla de Talas (nombrada por este río)  las fuerzas del califato abasí derrotaron a los invasores chinos, bloqueando  expansión hacia el oeste de la dinastía Tang.